# Rougegorge de forêt
Stiphrornis erythrothorax
Espèce
Statut de conservation UICN

 LC  : Préoccupation mineure
Le Rougegorge de forêt (Stiphrornis erythrothorax) est une espèce de passereaux appartenant à la famille des Muscicapidae.
L'espèce est considérée de préoccupation mineure par l'UICN en 2021.

## Description et éléments d'écologie
C’est un petit passereau d’un peu moins d’une quinzaine de cm de long. L’espèce est subdivisée en sous-espèces géographiquement délimitées dont S. e. erythrothorax est celle présente depuis la Sierra Leone jusqu'au Nigeria.
Cette sous-espèce est brun-olive sombre sur le dos, avec un point blanc, presque en demi-cercle, à l’avant de l’œil (notons que les autres sous-espèces ont également cette tache). Sa gorge est orangée à rougeâtre,. Les pattes sont claires. Le dessous est plus clair, entre le blanc, le chamois, et le grisâtre. Le juvénile a une gorge tachetée de roux, une poitrine noirâtre marbrée de brun / roux et des délimitations moins nettes entre les différentes zones colorées. Son cri est mélodieux. On peut avoir une suite de kerr-uii-uii-ui-ueeh, juste des appels en kerr, des suites de uii-uii-uiih variables, etc. Ce sont des cris perçants aigus, presque agressifs si l’on se trouve tout proche de l’oiseau.
Il est frugivore, granivore et insectivore.

## Répartition et habitat
L'espèce considérée dans son ensemble est présente en Afrique de l'Ouest subsaharienne, autour du Golfe de Guinée, depuis la Sierra Léone jusqu'au bas Gabon. Il semble néanmoins que la zone intermédiaire entre les deux principaux blocs forestiers (donc la transition Togo-Bénin-Ouest nigérian) soit un peu moins peuplée.

## Taxonomie
Toutes les sous-espèces du Rougegorge de forêt ont été considérées comme des espèces à la suite de l'étude phylogénique de Beresford & Cracraft (1999). Par la suite, la plupart des autorités taxonomiques ont décidé de les réintégrer dans Stiphrornis erythrothorax en attendant des études complémentaires. Seul Handbook of the Birds of the World (HBW Alive, 2015) reconnaît encore la sous-espèce S. e. pyrrholaemus comme une espèce à part entière, le Rougegorge à dos olive.

### Sous-espèces
D'après la classification de référence (version 15.2, 2025) du Congrès ornithologique international, cette espèce est constituée des sous-espèces suivantes (ordre phylogénique) :
- - S. e. erythrothorax
  - S. e. gabonensis – Rougegorge du Gabon
  - S. e. dahomeyensis – Rougegorge du Dahomey
  - S. e. erythrothorax